# Paenula storyi
 Paenula storyi  Orchad, 2005 è una specie di pianta angiosperma dicotiledone della famiglia delle Asteraceae (sottofamiglia Asteroideae, tribù Gnaphalieae e sottotribù Gnaphaliinae).  Paenula storyi è anche l'unica specie del genere  Paenula  Orchad, 2005.

## Etimologia
Il nome generico (Paenula) è una parola usata da Cicerone per descrivere un mantello senza maniche e aderente al corpo, indossato durante i viaggi. Con tale nome si allude ai frutti di questa pianta strettamente ammantati. L'epiteto della specie (storyi) commemora il primo scopritore della pianta, l'ecologista Robert Story (1913–1999).
Il nome scientifico della specie è stato definito dal botanico Anthony Edward Orchard (1946-) nella pubblicazione " Telopea; Contributions from the National Herbarium of New South Wales" ( Telopea 11(1): 5 (1-9; figs. 1-2)) del 2005. Il nome scientifico del genere è stato definito nella stessa pubblicazione.

## Descrizione
Portamento. La specie di questa voce ha un habitus di tipo arbustivo. I cauli di queste piante sono provvisti del floema, ma non di canali resiniferi; mentre i sesquiterpeni lattoni sono normalmente assenti (piante senza lattice).
Fusto. La parte aerea in genere è eretta, semplice o ramosa. I fusti sono glabri e debolmente costolati longitudinalmente.
Foglie. Le foglie sono disposte in modo alternato e sono quasi sempre sessili. La lamina è intera e piatta con forme generalmente strette e punte acute (riflesse ma non mucronate); i margini sono continui a volte revoluti. La superficie è rugosa e percorsa da scure ghiandole infossate, altrimenti è glabra. Dimensione delle foglie: lunghezza 20 mm; larghezza 1,0 mm.
Infiorescenza. Le sinflorescenze, cimose e leggermente bombate, sono composte da alcuni capolini disposti in formazioni corimbose (a ombrella). Le infiorescenze vere e proprie sono formate da un capolino terminale peduncolato sotteso da brattee deltoidi carenate lunghe 1,0 mm.. I capolini sono formati da un involucro, con forme ovoidali, composto da diverse brattee, al cui interno un ricettacolo fa da base ai fiori. Le brattee, tutte alquanto incappucciate e incurvate all'apice, sono biancastre con una consistenza variabile da membranosa a cartilaginea; sono inoltre disposte in modo più o meno embricato a spirale su più serie e possono essere connate alla base (strati di stereoma indiviso);  talora possono avere un margine ialino. Il ricettacolo è senza pagliette a protezione della base dei fiori (raramente quest'ultime sono presenti); la forma è convessa o piatta. Lunghezza dei peduncoli: 2 mm. Dimensione dei capolini: lunghezza 3 - 3,5 mm; diametro 1,5 - 1,7 mm.
Fiori.  I fiori (6 per capolino) sono tetra-ciclici (formati cioè da 4 verticilli: calice – corolla – androceo – gineceo) e pentameri (calice e corolla formati da 5 elementi). Sono inoltre tubulosi, attinomorfi e si distinguono in:
- fiori del disco esterni: sono assenti;
- fiori del disco centrali: sono ermafroditi; la forma è tubulare;

In questo gruppo di piante i fiori radiati (ligulati o del raggio) sono assenti; a volte sono confusi con i fiori femminili (tubulosi) del disco esterno più o meno sub-zigomorfi con un lembo piatto e possono essere interpretati come fiori del raggio.
- Formula fiorale:

*/x K {\displaystyle \infty }, [C (5), A (5)], G 2 (infero), achenio
- Calice: i sepali del calice sono ridotti ad una coroncina di squame.
- Corolla: la forma della corolla normalmente è tubolare con 5 lobi (raramente 4); i lobi hanno una forma deltata o più o meno lanceolata. I colori della corolla sono giallo, violaceo, bianco o rosso.
- Androceo: l'androceo è formato da 5 stami sorretti da filamenti generalmente liberi; gli stami sono connati e formano un manicotto circondante lo stilo; le teche (produttrici del polline) sono prive di sperone, ma hanno la coda (una sola); le appendici apicali delle antere hanno delle forme deltoidi; il tessuto endoteciale (rivestimento interno dell'antera) è quasi sempre polarizzato (con due superfici distinte: una verso l'esterno e una verso l'interno). Il polline è di tipo echinato (con punte sporgenti) a forma sferica è formato inoltre da due strati di ectesine, mentre lo strato basale è spesso e regolarmente perforato (tipo “gnafaloide”).[7]
- Gineceo: l'ovario è infero uniloculare formato da 2 carpelli. Lo stilo (il recettore del polline) è intero o biforcato con due stigmi nella parte apicale. Gli stigmi hanno una forma variabile da subtroncata a ottusa; possono essere ricoperti da minute papille o avere dei penicilli apicali. Le superfici stigmatiche sono separate.[7]
- Fruttificazione: a metà marzo.

Frutti. I frutti sono degli acheni senza pappo. Gli acheni piccoli, fusiformi e colorati di bruno-porpora, sono ricoperti da una rigida guaina ialina; la superficie può essere ricoperta da doppi tricomi spaesi (apicalmente è presente un anello più denso di peli); il pericarpo può essere percorso longitudinalmente da alcuni fasci vascolari. Il carpoforo è ben sviluppato. Dimensioni dell'achenio: lunghezza 1,1 mm; diametro 0,3 mm.

## Biologia
Impollinazione: l'impollinazione avviene tramite insetti (impollinazione entomogama tramite farfalle diurne e notturne).

Riproduzione: la fecondazione avviene fondamentalmente tramite l'impollinazione dei fiori (vedi sopra).

Dispersione: i semi (gli acheni) cadendo a terra sono successivamente dispersi soprattutto da insetti tipo formiche (disseminazione mirmecoria). In questo tipo di piante avviene anche un altro tipo di dispersione: zoocoria. Infatti gli uncini delle brattee dell'involucro (se presenti) si agganciano ai peli degli animali di passaggio disperdendo così anche su lunghe distanze i semi della pianta. Inoltre per merito del pappo il vento può trasportare i semi anche a distanza di alcuni chilometri (disseminazione anemocora).

## Distribuzione e habitat
La specie di questa voce è distribuita in Australia.

## Tassonomia
La famiglia di appartenenza di questa voce (Asteraceae o Compositae, nomen conservandum) probabilmente originaria del Sud America, è la più numerosa del mondo vegetale, comprende oltre 23.000 specie distribuite su 1.535 generi, oppure 22.750 specie e 1.530 generi secondo altre fonti (una delle checklist più aggiornata elenca fino a 1.679 generi). La famiglia attualmente (2021) è divisa in 16 sottofamiglie; la sottofamiglia Asteroideae è una di queste e rappresenta l'evoluzione più recente di tutta la famiglia.

### Filogenesi
Il genere della specie di questa voce è descritto nella tribù Gnaphalieae, una delle 21 tribù della sottofamiglia Asteroideae. Da un punto di vista filogenetico, la tribù Gnaphalieae fa parte del supergruppo (o sottofamiglia) "Asteroideae grade"; l'altro è il supergruppo "Non-Asteroideae" contenente il resto delle sottofamiglie delle Asteraceae. All'interno del supergruppo è vicina alle tribù Senecioneae, Calenduleae, Astereae e Anthemideae.
La sottotribù Gnaphaliinae è caratterizzata da portamenti di vario tipo con specie ginomonoiche e monoiche, da foglie con margini interi, da capolini disciformi omogami o eterogami e raramente radiati (o subradiati), dallo stilo con rami troncati e superfici stigmatiche separate apicalmente, da acheni glabri o con tricomi allungati e pappo ridotto.
Il genere  Paenula  appartiene al gruppo Australasian clade, un gruppo informale monofiletico della sottotribù Gnaphaliinae diviso in quattro sottocladi: Angianthus (specie effimere dell'Australia occidentale), Waitzia (specie perenni dell'Australia orientale), Cassinia (specie con portamento arbustivo) e Euchiton (specie perenni simili a piante lanose e alpine). Il genere di questa voce pur appartenendo al clade Australasian, non è incluso in nessun sottoclade specifico..
I caratteri distintivi della specie  Paenula storyi sono:
- i capolini hanno circa 6 fiori;
- la brattee dell'involucro hanno un portamento a cappuccio, sono biancastre e una consistenza da membranosa a cartilaginea;
- gli acheni sono ricoperti da una rigida guaina ialina.